# Sturmgeschütz-Brigade 236
De Sturmgeschütz-Abteilung 236 / Sturmgeschütz-Brigade 236 / Heeres-Sturmgeschütz-Brigade 236 was tijdens de Tweede Wereldoorlog een Duitse Sturmgeschütz-eenheid van de Wehrmacht ter grootte van een afdeling, uitgerust met gemechaniseerd geschut. Deze eenheid was een zogenaamde Heerestruppe, d.w.z. niet direct toegewezen aan een divisie, maar ressorterend onder een hoger commando, zoals een legerkorps of leger.
Deze Sturmgeschütz-eenheid kwam in actie aan het oostfront gedurende zijn hele bestaan. De eenheid werd in augustus 1944 volledig vernietigd, maar weer heropgericht.

## Krijgsgeschiedenis

### Sturmgeschütz-Abteilung 236
Sturmgeschütz-Abteilung 236 werd opgericht in Jüterbog op 1 mei 1943. De kern werd gevormd door de 3e Batterij van Sturmgeschütz-Abteilung 189. Direct na voltooien van de training werd de Abteilung naar het oostfront verplaatst en ingezet bij Kuibyshevo. Hier kwam de Abteilung meteen na uitladen onder bevel van de 16e Pantsergrenadierdivisie en bleef dat tot februari 1944. Begin augustus 1943 werd de Abteilung aan de Mioes ingezet afwisselend bij de 16e en 23e Pantserdivisies. Medio augustus volgde een inzet bij Slavjansk, waar bij Dubrowna zware verliezen geleden werden. Eind augustus was de Abteilung in actie bij Isjum en in september in het bruggenhoofd Zaporoszje. Op 14 oktober beschikte de Abteilung nog maar over vijf Sturmgeschützen. De hele winter 1943/44 vocht de Abteilung in de Dnjepr-bocht. Begin 1944 was de Abteilung in actie bij Nikolajewskaja. Bij het begin van het Sovjet-offensief in deze regio op 1 februari 1944 werd vrijwel meteen bijna de hele verzorgings-eenheid van de Abteilung vernietigd. De Abteilung betrok bij Shiroke een oostelijk bruggenhoofd over de Inhoelets en kon dit houden tot 14 februari 1944, om daarmee andere eenheden de kans te geven te ontsnappen.
Op 14 februari 1944 werd de Abteilung bij Shiroke omgedoopt in Sturmgeschütz-Brigade 236.

### Sturmgeschütz-Brigade 236
De omdoping in Sturmgeschütz-Brigade betekende echter geen organisatorische verandering, de samenstelling bleef gelijk. Begin april 1944 werd Moldavië bereikt en daar werd de brigade uit het front genomen en naar Altengrabow gebracht voor herbouw. Hier verkreeg de brigade een 4e Batterij (Grenadier-Begleit- Batterie) en een 5e Batterij (Panzer-Begleit-Batterie met 14x Panzer II), door omdopen van 4. en 5./Sturmgeschütz-Brigade 322.
Op 10 juni 1944 werd de brigade omgedoopt in Heeres-Sturmartillerie-Brigade 236.

### Heeres-Sturmartillerie-Brigade 236
Al de volgende dag werd de brigade weer naar Moldavië teruggestuurd en kwam hier op 20 augustus 1944 aan en werd meteen meegesleurd in het Sovjet Iași-Chisinau offensief en daarin tegen 28 augustus 1944 vernietigd bij Iași.
Op 25 september 1944 werden 87 overlevenden (meest van de verzorgingstroepen) op een trein geladen in Nagykároly en bereikten op 6 oktober Poznań en daar begon de heroprichting. Ook nu weer werd een Grenadier-Begleit- Batterie opgericht, maar de Panzer-Begleit-Batterie bleef achterwege. Na het begin van het Sovjet winteroffensief in januari 1945 werd de brigade per trein naar Rosenberg gebracht. Hier in Opper-Silezië werd de brigade batterij-wijze ingezet. Terugtrekkend, kon de brigade terugkomen tot aan Oppeln. Hier kreeg de brigade nieuwe gevechtsvoertuigen (zie Samenstelling) en werd ingezet ter verdediging van de Oder in het gebied rond Oppeln. Bij het begin van het Sovjet offensief in Silezië op 27 maart 1945 werd de brigade weer als geheel ingezet bij Ratibor. De terugtocht voerde naar Saksen, waar gevochten werd bij Bautzen, Weißenburg en bij Dresden. Per spoor ging het daarna naar Teplitz-Schönau, waar de brigade bleef tot het eind van de oorlog.

### Einde
De Heeres-Sturmartillerie-Brigade 236 marcheerde van Teplitz-Schönau terug naar Saksen en gaf zich in het Ertsgebergte over aan Amerikaanse troepen op 7 mei 1945.

## Samenstelling
- Staf
- 1e Batterij
- 2e Batterij
- 3e Batterij
- Begleit-Grenadier-Batterie, ofwel een compagnie begeleidingssoldaten, vanaf juni 1944
- Panzer-Begleit-Batterie met 14x Panzer II, vanaf juni 1944 t/m augustus 1944

Deze brigade was de enige Sturmartillerie-eenheid die volledig met Jagdpanzer 38(t)’s werd uitgerust (andere brigades kregen slecht enkele geleverd). Dit was in maart 1945 toen de brigade er 31 kreeg.

## Commandanten
| Rang      | Naam          | Begin           | Eind           |
| --------- | ------------- | --------------- | -------------- |
| Hauptmann | Rolf Brede    | 1 mei 1943      | 1944           |
| Major     | Fritz Scherer | februari 1944   |                |
| Major     | Rolf Brede    | maart 1944      | september 1944 |
| Major     | Rudolf Kranz  | 8 november 1944 | 4 maart 1945   |
| Hauptmann | Georg Seibik  | 5 maart 1945    | 1945           |

Major Scherer was tijdelijk plaatsvervanger in februari 1944. Major Brede raakte bij Iași gewond en raakte vermist.